# Byttneria fruticosa
Byttneria fruticosa là một loài thực vật có hoa trong họ Cẩm quỳ. Loài này được K.Schum. ex Engl. mô tả khoa học đầu tiên năm 1894.